# Groningen Münster
La Groningen Münster fue una clásica ciclista profesional alemana que se disputó entre Groninga (Países Bajos) y Münster (Alemania).
Sus dos primeras ediciones fueron de categoría 1.4 y las tres siguientes de 1.3. En 2005 la prueba no se disputó y en su reemplazo se creó en 2006 el Giro de Münsterland.

## Palmarés
| Año  | Ganador         | Segundo           | Tercero           |
| ---- | --------------- | ----------------- | ----------------- |
| 2000 | Aart Vierhouten | Raymond Meijs     | Marcus Ljungqvist |
| 2001 | Tom Cordes      | Enrico Poitschke  | Michal Přecechtěl |
| 2002 | Olaf Pollack    | Steffen Radochla  | David McKenzie    |
| 2003 | Robert Förster  | Olaf Pollack      | Jonas Owczarek    |
| 2004 | Robert Förster  | Sebastian Siedler | David Kopp        |

## Palmarés por países
| País         | Victorias |
| ------------ | --------- |
| Alemania     | 3         |
| Países Bajos | 2         |